# SPQR
S.P.Q.R. (лат. Senātus Populusque Rōmānus) — латинська абревіатура, напис, який Римська Республіка та Римська імперія зображали на штандартах своїх легіонів. У наш час його використовують у гербі міста Рим, а також на багатьох міських будівлях і люках.

## Значення та переклад
Точне значення абревіатури S.P.Q.R., скоріш за все, мало архаїчне походження навіть в часи Давнього Риму.
- S майже напевно означає першу літеру слова Senatus — «Сенат».

- Походження P неоднозначне, різні дослідники бачать тут першу літера слів Populus або Populusque, «люди» та «і люди», відповідно.

- Походження Q також є приводом для суперечок, воно означало або que — «і», або Quirites чи Quiritium. Обидва останні слова означають «воїн зі списом». На початку існування Риму всі його громадяни були солдатами.

- R найбільш імовірно означає Romae, Romanus чи Romanorum, що перекладається як «Риму», «Римський» чи «Римлян», відповідно.

Всі ці значення призводять до наступних варіантів розшифрування абревіатури S.P.Q.R.:
- Senatus Populus Quiritium Romanus

Сенат і громадяни Риму, де Quiritium є множиною від Quiris — «громадянин».
- Senatus Populusque Romanus

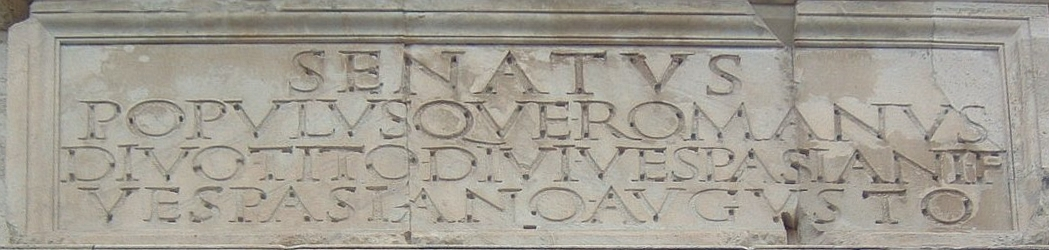
Напис на Арці Тіта

Сенат і люди Риму. Цю версію використовували з найперших часів Римської республіки і продовжували використовувати протягом часів Римської імперії. В такому вигляді вона з'являється на більшості відомих монументів та документів. Чудовими прикладами цього є Арка Тіта, побудована близько 81 року н. е. для вшанування Тіта та його батька Імператора Веспасіана. Також цю версію можна зустріти на колоні Траяна, яку було побудовано у 113 році н. е. на знак поваги до Імператора Траяна.
Слід пам'ятати, що громадянин Риму мав воювати за Римську республіку. Поняття «люди Риму» включало також жінок, дітей і, можливо, навіть рабів. Всі ці люди були частиною людей Риму, але не були громадянами Римської Республіки. Саме тому громадян могли також називати Quiris — «воїн зі списом».